# Miquel Soler i Sararols
|  | Aquest article tracta sobre el futbolista nascut l'any 1965. Vegeu-ne altres significats a «Miquel Soler». |

Miquel Soler i Sararols (castellà: Miquel Soler)  (els Hostalets d'en Bas, 16 de març de 1965) és un destacat exfutbolista català dels anys 80 i 90, i actualment entrenador de futbol.

## Carrera esportiva

### Com a jugador
Acostumava a jugar de lateral esquerre, que era la seva posició natural. Es va iniciar al club de la seva comarca, la Unió Esportiva Olot. D'allà, va anar a para a la primera divisió espanyola, jugant primer amb el RCD Espanyol, i més endavant el Barça, i d'altres equips. A primera divisió disputà un total de 504 partits, en 7 equips diferents, i va marcar 11 gols. És el cinquè jugador amb més partits disputats en aquesta competició de la història. Fou 9 cops internacional amb la selecció espanyola, i 3 amb la selecció catalana. Disputà l'Eurocopa d'Alemanya 1988.

#### Clubs
- 1979-1983: UE Olot
- 1983-1985: RCD Espanyol
- 1985-1986: CE L'Hospitalet
- 1986-1988: RCD Espanyol
- 1988-1991: FC Barcelona
- 1991-1992: Atlètic de Madrid
- 1992-1993: FC Barcelona
- 1993-1995: Sevilla FC
- 1995-1996: Reial Madrid
- 1996-1998: Reial Saragossa
- 1998-2003: Reial Mallorca

#### Palmarès
Barcelona
- Lliga espanyola: 1990–91, 1992–93[2]
- Copa espanyola de futbol: 1989–90[2]
- Recopa d'Europa: 1988–89; finalista: 1990–91[2]

Atlètic de Madrid
- Copa espanyola de futbol: 1991–92[2]

Mallorca
- Copa espanyola de futbol: 2002–03[3]
- Supercopa d'Espanya de futbol: 1998[4]
- Recopa d'Europa finalista: 1998–99[5]

### Com a entrenador
La temporada 2014-2015 fou entrenador del RCD Mallorca, càrrec en què fou rellevat el juny de 2015 pel Txapi Ferrer.